# Ямно (Великолуцький район)
Ямно (рос. Ямно) — присілок в Великолуцькому районі Псковської області Російської Федерації.
Населення становить 4 особи. Входить до складу муніципального утворення Шелковська волость.

## Історія
Від 2014 року входить до складу муніципального утворення Шелковська волость.

## Населення
| 2002 | 2010 |
| ---- | ---- |
| 16   | ↘4   |